# レッドブル・アレーナ
レッドブル・アレーナ（Red Bull Arena）は、オーストリア・ザルツブルク州の州都ザルツブルク市にあるスタジアム。

## 概要
2007年に拡大工事が終了したオーストリアで最もモダンなサッカー専用スタジアムの一つ。オーストリア・ブンデスリーガの強豪レッドブル・ザルツブルク（Red Bull Salzburg）の本拠地である。収容人数は30,200人。
ザルツブルク市は当初正式名称をEMシュターディオン・ヴァルス・シーツェンハイム（EM-Stadion Wals-Siezenheim）と定めたが、レッドブル・ザルツブルクは「ブッレン・アレーナ」（Bullen-Arena）を正式名称とし、日本語の正式名称は「ブルズ・アリーナ」とされていた（各ホームページ参照）。実際は、「EMシュターディオン・ヴァルス・シーツェンハイム」の名称は道路標識などで使用されているにとどまり、ホームページやポスター、雑誌、新聞などでの試合告知等では「ブッレン・アレーナ」とされていた。また一般市民の間では、「2つの正式名称があって紛らわしい」、「EM(EURO)以降もEMシュターディオンと呼ぶのはおかしい」と「ブッレン・アレーナ」の正式名称が浸透していた。
しかし2008年7月にスタジアムの正式名称を「レッドブル・アレーナ」（Red Bull Arena）で統一することをレッドブル・ザルツブルクとザルツブルク市が発表した。現在では街中の道路標識なども新正式名称に変更されている。
2003年にザルツブルク郊外にあるWals地区にサッカー専用スタジアムとして完成、元々は収容人数18,200人のスタジアムであったが、UEFA EURO 2008に向けて2005年より拡大され、2007年7月に拡大工事が終了した。
こけら落としとして、2007年7月25日にレッドブル・ザルツブルクとイングランドの名門アーセナルFCの親善試合（レッドブル・ザルツブルクが1‐0で勝利）が満員のスタジアムで行われた。
スタジアム内にはレッドブル・ザルツブルクのオフィスやロッカールーム、メディカルルームだけではなく、オフィシャルファンショップやレッドブル社が運営するレストラン、「ブルズ・コーナー」（Bulls Corner）等が併設されている。
このスタジアムの大きな特徴は、レッドブル社のディートリヒ・マテシッツ会長の意向により、ピッチに人工芝を使用していた点。他にヨーロッパで人工芝のスタジアムが正式に試合会場として利用されていたのは、ロシア・モスクワのルジニキ・スタジアム等がある。しかし2010年に天然芝に張り替えられた。
また周辺にはレッドブル・ザルツブルクのトップチームとサテライトチームが利用している「タクサム・レッドブル・トレーニングセンター」（Red Bull Trainingszentrum Taxham）がある。
インスブルックのサッカー専用スタジアムティヴォリ・シュターディオン同様、ピッチ上の選手とスタンドで観戦するサポーターの距離が非常に近いことでも知られる。

## ギャラリー

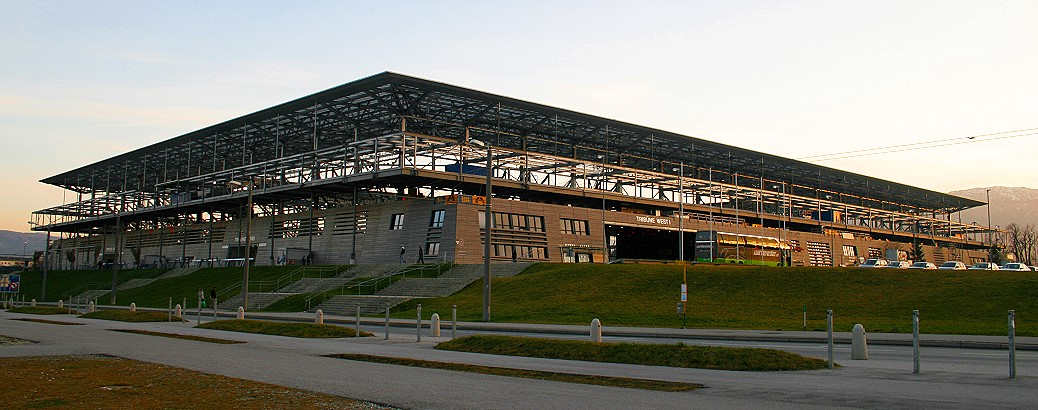
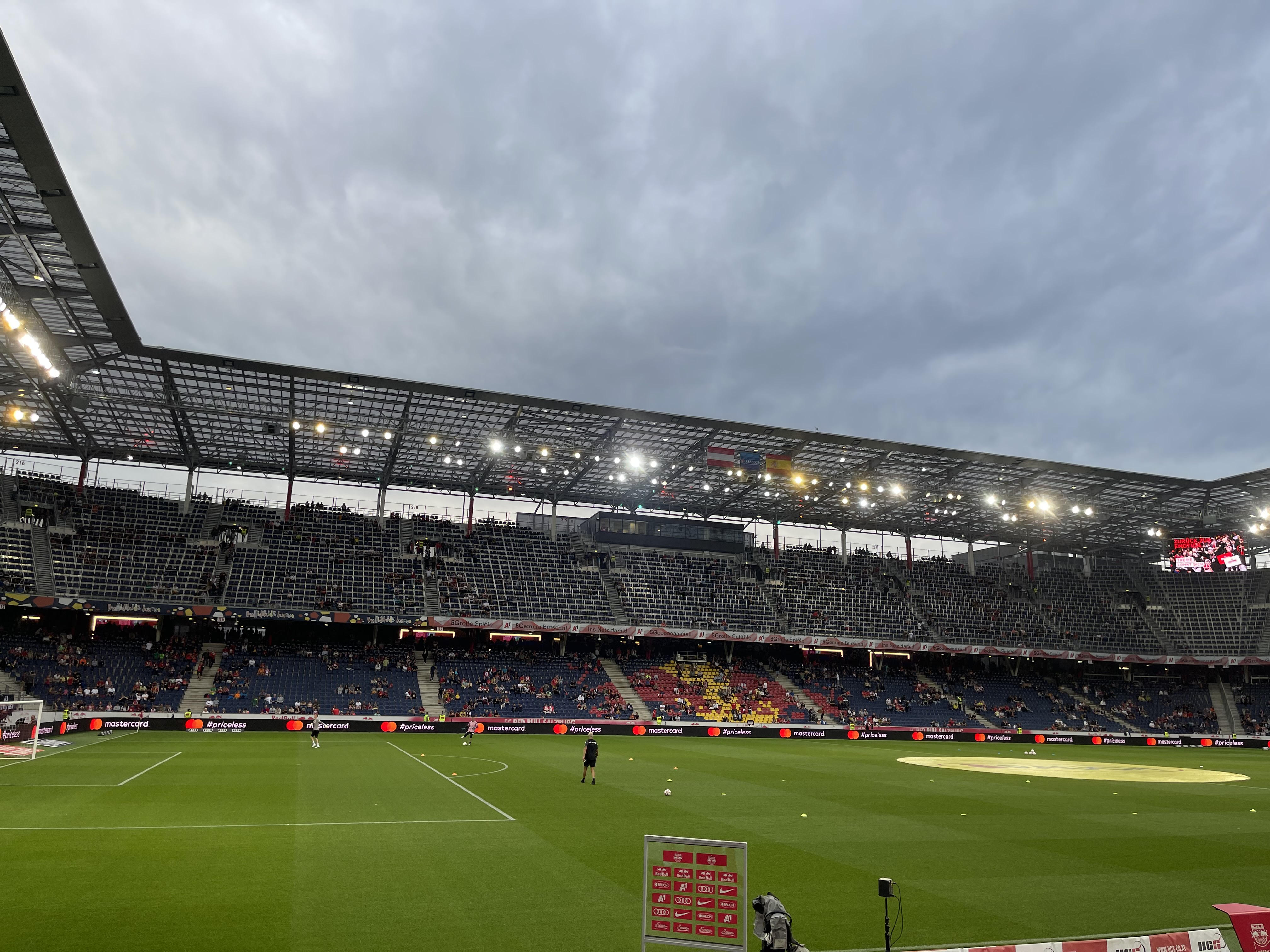
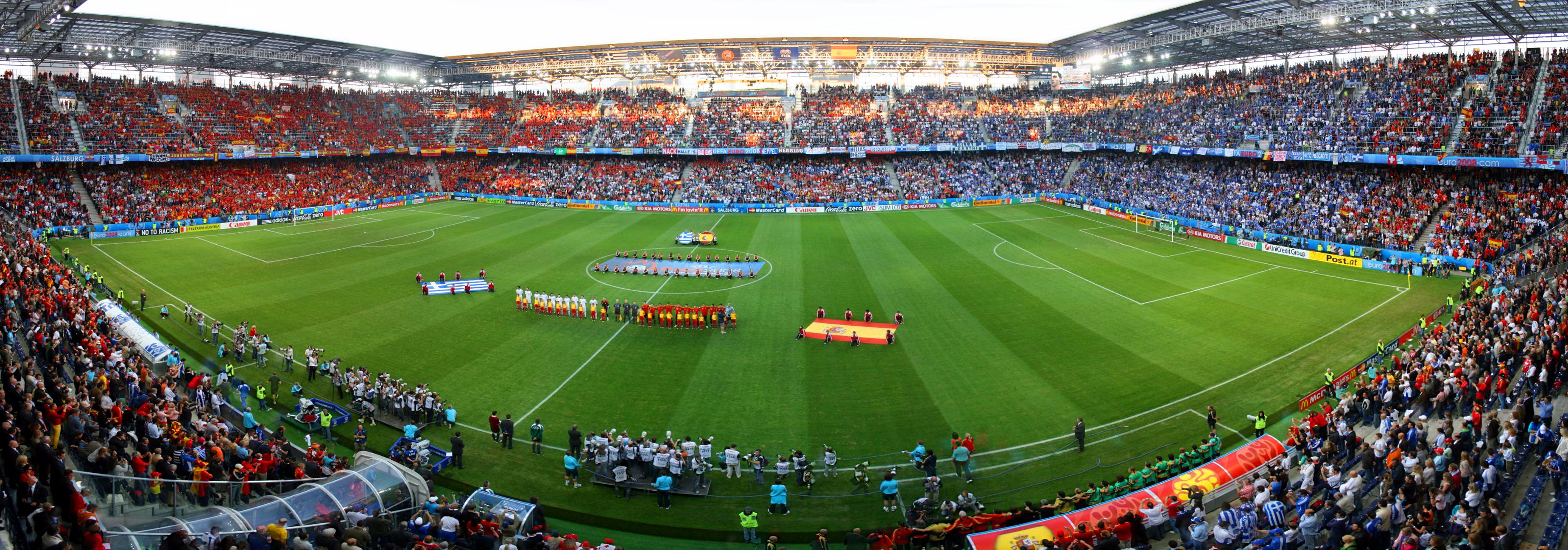
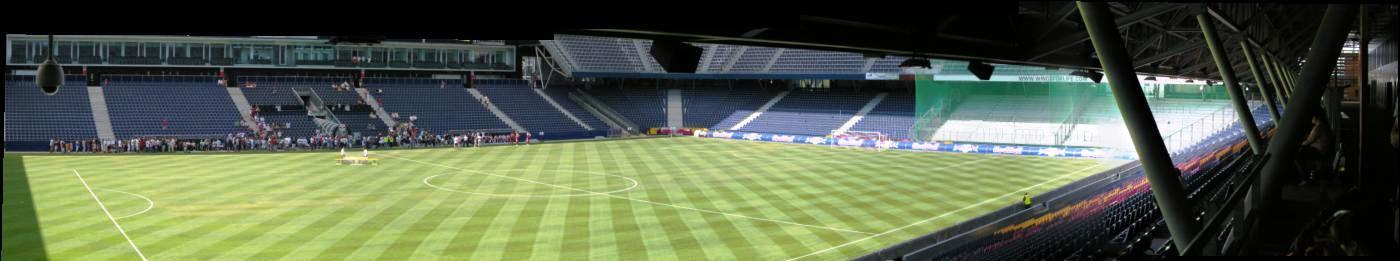